# Ministeri de Salut de la Federació Russa
El Ministeri de Salut de la Federació Russa (en rus: Министерство здравоохранения Российской Федерации, resumit com a Минздрав России). És el successor de l'antic Ministeri de Salut i Desenvolupament Social, que es va dividir en dos el 2012 sota la direcció del primer ministre Dmitry Medvedev, i els departaments de seguretat social van quedar relegats al recentment format Ministeri de Treball i Protecció Social.